# Halammohydra sagarensis
Halammohydra sagarensis is een hydroïdpoliep uit de familie Halammohydridae. De poliep komt uit het geslacht Halammohydra. Halammohydra sagarensis werd in 1980 voor het eerst wetenschappelijk beschreven door Chandrasekhara Rao & Misra. 